# هانز إيرني
هانز إيرني (الألمانية السويسرية الموحدة: Hans Erni) (و. 1909 – 2015 م) هو رسام، ونقاش، ومصمم، ونَحّات، وlithographer من سويسرا . ولد في لوسرن .
توفي في لوسرن .

## التعليم
تعلم في Kunstgewerbeschule Luzern، وأكاديمية جوليان

## روابط خارجية
- هانز إيرني على موقع IMDb (الإنجليزية)
- هانز إيرني على موقع الموسوعة البريطانية (الإنجليزية)
- هانز إيرني على موقع مونزينجر (الألمانية)
- هانز إيرني على موقع ديسكوغز (الإنجليزية)
- هانز إيرني على موقع قاعدة بيانات الفيلم (الإنجليزية)
- هانز إيرني على موقع أوليمبيديا (الإنجليزية)